# Giuseppe Pietro Gagnor
Giuseppe Pietro Gagnor (Frassinere, 17 ottobre 1884 – Roma, 4 novembre 1964) è stato un vescovo cattolico italiano.

## Biografia
Nacque a Frassinere da Stefano Gagnor e Domenica Alotto; fu battezzato nella chiesa parrocchiale di Frassinere il 23 ottobre 1884, cresimato a Borgone nel 1892.
Nel dicembre 1901 entrò nell'Ordine Domenicano, dove nel dicembre del 1902 pronunciò la professione religiosa.
Fu ordinato sacerdote a Chieri il 30 Luglio 1908 e nel luglio 1910 conseguì il lettorato in teologia.

### Attività missionaria
Dapprima assegnato al convento di S. Domenico a Torino nel 1910, nell'ottobre dell'anno successivo fu destinato alla Missione di Costantinopoli, dove nel 1913 divenne parroco della parrocchia di S. Pietro in Galata. Negli anni 1917-18 fu superiore e parroco a Smirne, mentre nel 1920 fu inviato in missione straordinaria nel Caucaso, a Tiflis, nell'odierna Georgia, nel 1920.
Nei due anni successivi tornò in Italia, e fu nominato priore del Convento S.M. di Castello a Genova.
Nel 1923 ritornò in Oriente come superiore di Costantinopoli e l'anno successivo fu nominato vicario provinciale della Missione d'Oriente.
Nel 1929 fu chiamato a Roma quale assistente del Maestro Generale Martin Gillet; nel 1930 fu nominato segretario generale delle missioni domenicane e consultore di Propaganda Fide nel 1935.
Tra il 1937 e il 1938 visitò le missioni domenicane in India, Indocina, Filippine, Cina, Giappone e Stati Uniti.

### Vescovo
Nel 1938 fu nominato vicario generale di mons. Natale Gabriele Moriondo, vescovo di Caserta. Divenne successivamente vescovo titolare di Tenneso e ausiliare di Caserta. Nel 1943, dopo le dimissioni di mons. Moriondo, rientrato in Piemonte, ne divenne amministratore apostolico.
Fu eletto vescovo di Alessandria il 30 ottobre 1945, prendendo possesso della diocesi il 19 marzo 1946. Nel 1952 venne fatto vescovo assistente al soglio pontificio.
Morì improvvisamente a Roma il 4 novembre 1964, nel corso della terza sessione del Concilio Vaticano II.
È sepolto nella chiesa della Madonna di Loreto (detta di S. Rita o dei domenicani) ad Alessandria.

## Genealogia episcopale e successione apostolica
La genealogia episcopale è:
- Cardinale Scipione Rebiba
- Cardinale Giulio Antonio Santori
- Cardinale Girolamo Bernerio, O.P.
- Arcivescovo Galeazzo Sanvitale
- Cardinale Ludovico Ludovisi
- Cardinale Luigi Caetani
- Cardinale Ulderico Carpegna
- Cardinale Paluzzo Paluzzi Altieri degli Albertoni
- Papa Benedetto XIII
- Papa Benedetto XIV
- Papa Clemente XIII
- Cardinale Bernardino Giraud
- Cardinale Alessandro Mattei
- Cardinale Pietro Francesco Galleffi
- Cardinale Giacomo Filippo Fransoni
- Cardinale Carlo Sacconi
- Cardinale Edward Henry Howard
- Cardinale Mariano Rampolla del Tindaro
- Arcivescovo Vincenzo Sardi di Rivisondoli
- Arcivescovo Natale Gabriele Moriondo, O.P.
- Vescovo Giuseppe Pietro Gagnor, O.P.

La successione apostolica è:
- Vescovo Nicola Cavanna (1960)